# Megachile paratasmanica
Megachile paratasmanica là một loài Hymenoptera trong họ Megachilidae. Loài này được Rayment mô tả khoa học năm 1955.